# إدراك (منصة تعليمية)
إدراك هي منصة للتعليم المفتوح المصدر (MOOCs) باللغة العربية. أسستها مؤسسة الملكة رانيا للتعليم والتنمية بالشراكة مع شركة إيديكس عام 2013. بحيث يتم توفير مساقات مجانية لمن يريد بالتعاون مع مؤسسات ذات خبرة والتي يصدر عنها فيما بعد شهادات مصدقة عن إدراك ومؤسسة الملكة رانيا للتعليم والتنمية. والمقصود بهذه المساقات أي دورات أو دروس مجانية عبر الإنترنت في عدة مجالات كالعلوم، التكنولوجيا, الأعمال والريادة، الصحة واللغات .

## الشركاء المؤسسون
إلى جانب مؤسسة الملكة رانيا للتعليم والتنمية وبالشراكة مع «اد اكس»، وهي مؤسسة مشتركة بين جامعة هارفارد و‌معهد ماساشوستس للتكنولوجيا، المتخصصة في هذا المجال، تم إنشاء إدراك بدعم من الفريق أول سمو الشيخ محمد بن زايد آل نهيان، ولي عهد أبوظبي، نائب القائد الأعلى للقوات المسلحة لدولة الإمارات العربية المتحدة ورئيس المجلس التنفيذي لإمارة أبوظبي، كأول شريك مؤسس لمنصة إدراك، إيماناً من سموه بأهمية التعليم للشباب في الوطن العربي.
وشارك بالتأسيس أيضا مؤسسة نجيب ميقاتي هي مؤسسة عالمية غير ربحية أسسها الإخوان طه ونجيب ميقاتي. تعمل المؤسسة على تحسين سبل المعيشة وتوفير الفرص للأقل حظاً في الدول النامية، خاصة في العالم العربي و‌أفريقيا.

## التأسيس
بحسب اتفاقية بين مؤسسة الملكة رانيا للتعليم والتنمية ومؤسسة إيديكس العالمية المختصة في هذا المجال وهي المؤسسة المشتركة بين جامعتي هارفرد و‌معهد ماساتشوستس للتقنية.

## التعليم
وستشكل المنصة فرصة فريدة لطلاب الوطن العربي، وستفتح المجال للمتعلمين العرب للالتحاق عبر شبكة الإنترنت بمساقات متوفرة من قبل أفضل الجامعات العالمية مثل هارفارد، و‌بركلي مع امكانية الحصول على شهادات إتقان في بعض منها، وفتحت المجال أيضا للالتحاق بمساقات جديدة باللغة العربية لأفضل الأكاديميين العرب لإثراء التعليم عربيًا. ومن الجدير بالذكر أن كافة المساقات على منصة «إدراك» مجانية. وتتطلع منصة إدراك أيضًا إلى استخدام المنصة لدعم وإبراز القدوات العربية من خلال تطوير مساقات قصيرة يعدها محترفون وخبراء في مجالات مختلفة من الفنون والعلوم.

## طرق التعليم

### التعلم المستمر
وهي عبارة عن دورات يكون لها موضوع واحد تكون إما مستمرة يمكنك دخولها واجتياز اختباراتها في أي وقت أو اختبارات مؤقتة تكون في مدة زمنية معينة.

### التعليم المدرسي
وهي التعليم مثل المدارس بمناهج مماثلة للمناهج المأخوذ بها في أغلب الدول، ويقصد بها التعليم بالأطوار أو الصفوف الإعدادية ثم الثانوي، لكن إلى حد الآن تتوفر مادتي الإنجليزية والرياضيات

## المساقات
توجد بها حوالي 150 مساق مساقات عديدة في 13 مجال منها العلمية والأدبية.
| الموضوع                 | عدد المساقات |
| ----------------------- | ------------ |
| الأعمال والرياد         | 15           |
| الصحة والتغذية          | 19           |
| التعليم من أجل المواطنة | 1            |
| العلوم                  | 21           |
| مهارات التوظيف          | 9            |
| الاقتصاد                | 6            |
| التصميم والعمارة        | 7            |
| اللغات والآداب          | 11           |
| التعليم وتدريب المعلمين | 6            |
| تطوير الذات             | 20           |
| التكنولوجيا             | 25           |
| العلوم الإنسانية        | 3            |
| الفن والإعلام           | 6            |

## وصلات خارجية
- الموقع الرسمي
 (بالعربية)